# Јелена Гускова
Јелена Јурјевна Гускова (рус. Елена Юрьевна Гуськова; Москва, 23. септембар 1949) руски је историчар и академик. Садашњи је инострани члан Српске академије наука и уметности и члан Сената Републике Српске.

## Биографија
Јелена Јурјевна Гускова дј. Дерјабина је рођена 23. септембра 1949. године у Москви. Године 1972. завршила је Историјски факултет Московског државног универзитета на Катедри за историју Јужних и Западних Словена. На истом факултету је магистрирала на тези о друштвено-економском развоју Србије средином 19. вијека. Ту је 1990. године и одбранила докторску дисертацију о друштвено-политичким организацијама и самоуправном систему СФРЈ.
Године 1994. радила је као научни експерт за Балкан при штабу Заштитних снага Уједињених нација у Загребу. Од 1972. до 2002. радила је у Институту информација за друштвене науке Руске академије наука као водећи научни сарадник, а у исто вријеме је радила у Институту за славистику Руске академије наука као руководилац Центра за изучавање савремене балканске кризе. У том Институту стално ради од 2002. године као руководилац.
Јелена Гускова је држала предавања на Московском државном универзитету (1993, 1995, 1998, 2001. и 2003), Иркутском државном универзитету (1993), Пермском државном универзитету (1995), Дипломатској академији Министарства иностраних послова Руске Федерације (2002), Уралском државном универзитету (2005) и Државном универзитету хуманитарних наука Руске академије наука (тренутно). Сва предавања су била посвећена историји Југославије. Историографски је изучавала прилике и неприлике на Балкану током друге половине 20. вијека, опште неслоге у вишенационалним државама, међудржавне односе, спољну политику Русије према Балкану итд.
Учествовала је на око 200 научних скупова и округлих столова. Ауторка је више стотина самосталних радова, одговорна уредница око 30 зборника радова. Приредила је десетак збирки извора, углавном из новије балканске историје.
Члан је Руско-српске комисије историчара при Одјељењу за историју Руске академије наука, инострани члан Српске академије наука и уметности (од 2006) и сенатор Републике Српске (од 2009).
У мају 2009. године предсједник Републике Српске академик Рајко Кузмановић ју је именовао за члана Сената Републике Српске.
Удана је и има двије кћерке.

## Одликовања
Јелену Гускову је 1997. одликовала Република Српска Орденом Његоша II степена, као и Влада Москве Медаљом „В память 850-летия Москвы”.